# لونغ مارش 5
لونغ مارش 5 (بالصينية:长征五号系列火箭) (بالإنجليزية: Long March 5) هو صاروخ حامل ثقيل مخصص لإرسال رحلات مأهولة صينية إلى الفضاء، هو واحدا من أقوى الصواريخ، ومساويا للصاروخ دلتا 4 هيفي الأمريكي، أو صاروخ فالكون 9 التابع لسبيس اكس أو أريان 5 الأوروبي. وهناك حاليا نسختان من cz5 وهما cz5 و cz5b. الحمولة القصوي للنسخة الأساسية حوالي 25 ألف كيلو إلي المدار الأرضي المنخفض

## الإطلاق
وينتشانغ، هاينان 5 مايو 2020 شينخوا قام الصاروخ الحامل الجديد الكبير الصيني لونغ مارش 5 بي بأول رحلة له يوم الثلاثاء، ليرسل نسخة تجريبية من سفينة فضاء مأهولة صينية من الجيل الجديد وكبسولة شحن يمكنها العودة لاختبارها في الفضاء.
انطلق الصاروخ الأبيض الكبير من مركز وينتشانغ الفضائى لإطلاق الصواريخ على الساحل الجنوبي من مقاطعة هاينان جنوبي الصين في الساعة السادسة مساء بتوقيت بكين، وفقا لوكالة الفضاء الصينية للرحلات المأهولة، وبعد حوالي 488 ثانية، انفصلت سفينة الفضاء المأهولة التجريبية بدون طاقم مع نسخة من كبسولة الشحن التجريبية التي يمكنها العودة، عن الصاروخ ودخلا المسار المحدد لهما.

## مواصفاته
يبلغ طول الصاروخ 57 مترا، ليكون أطول صاروخ ضمن مجموعته وأكثرها تطورا من الناحية التقنية، في حين يبلغ وزنه 869 طنًا، وقدرة حمولته أكبر بنحو 2.5 مرة من أي صاروخ صيني آخر، ويمكنه أن ينقل إلى الفضاء حمولة تصل إلى 22 طنا، ويحتل المركز الثالث ضمن أقوى الصواريخ التشغيلية في العالم، بعد صواريخ فالكون الثقيلة الأميركية ودلتا الرابع الثقيلة. وتم تطوير المحرك ما بين عامي 2000 و 2001 وتم اختباره من قبل إدارة الفضاء الوطنية الصينية.

## استخداماته
دشنت الرحلة الناجحة (الخطوة الثالثة) لبرنامج الفضاء المأهول الصيني، وهي بناء محطة فضاء، وسوف يستخدم لونغ مارش 5 بي الذي تم تطويره خصيصا لبرنامج الفضاء المأهول الصيني، بشكل أساسي لإطلاق وحدات محطة الفضاء، أن الهدف الرئيس على المدى المتوسط من تجربة الصاروخ والمركبة الفضائية هو نقل رواد فضاء إلى المحطة الفضائية المستقبلية والقيام برحلات مأهولة إلى القمر.

## علماء ومحللون وخبراء ووكالات انباء
قال المسؤول عن مركز مراقبة المهمة زهانغ شوييو إنَّ عملية الإطلاق رسخت الثقة والتصميم للمراحل المقبلة في برنامج الفضاء الصيني.
وقال شين لان المحلل المستقل لدى موقع الإنترنت غوتايكونوتس كوم المتخصص ببرنامج الفضاء الصيني إنَّ هذه الرحلة تشكل خطوة مهمة، وأضاف هذه المركبة الجديدة ستعطي الصين تقدما على اليابان وأوروبا في مجال الرحلات المأهولة إلى الفضاء ويقول الصين تمكنت من أن تلحق بالولايات المتحدة في بعض المجالات الفضائية مثل مراقبة الأرض والملاحة.
وقال كارتر بالمر المتخصص في شؤون الفضاء لدى المكتب الأميركي فوركاست انترناشونال إنَّ كل شيء يعتمد على طموحات البرنامج الفضائي الصيني، لكن القيام بمهمات أبعد من القمر سيكون ممكن.
وقالت وكالة الأنباء الصينية شينخوا إنِّ الصاروخ لونغ مارش 5 بي وهو الأقوى في الصين أطلق من موقع وينشانغ لإطلاق الصواريخ في جزيرة هاينان جنوب البلاد وأوصل نموذج مركبة فضائية غير مأهولة قبل أن يدخل المدار المحدد له موضحة أنه وكإجراء وقائي لم يستقل أحد المركبة بسبب الطابع التجريبي لعملية الإطلاق، وأوضحت أن الهدف الرئيس على المدى المتوسط من تجربة الصاروخ والمركبة الفضائية هو نقل رواد فضاء إلى المحطة الفضائية المستقبلية والقيام برحلات مأهولة إلى القمر.

## المحطة الفضائية المستقبلية للصين (القصر السماوي)
المحطة الفضائية المستقبلية للصين التي يطلق عليها اسم القصر السماوي تضم ثلاثة أجزاء: وحدة أساسية طولها حوالى 17 مترا مكان التواجد والعمل ووحدتان ملحقتان للتجارب العلمية، وسيتمكن ثلاثة رواد من العيش باستمرار في هذه المركبة التي لا يقل وزنها عن 60 طنا والمجهزة بألواح شمسية، وستكون لديهم إمكانية إجراء بحوث في مجالات العلوم والبيولوجيا وضعف الجاذبية، ويقدر العمر التشغيلي لها بعشر سنوات.
ويفترض أن يبدأ جمعها في الفضاء هذه السنة على أن ينتهي في عام 2022، ويمكن في وقت ما أن تصبح المحطة الوحيدة العامله في الفضاء بعد توقف محطة الفضاء الدولية. وفي مطلع 2019 أصبحت أول دولة في العالم تنجح في عملية هبوط مسبار على سطح الجانب المظلم من القمر، وتفكر أيضا أن ترسل في العام 2020 مسبارا إلى المريخ بهدف وضع رجل آلي صغير يحرك من بعد.